# John Neely Kennedy
John Neely Kennedy (Centreville, 21 de novembro de 1951) é um advogado e político americano que exerce funções como senador dos Estados Unidos pelo estado de Louisiana desde 2017. Membro do Partido Republicano, desempenhou o cargo de Tesoureiro do Estado da Louisiana de 2000 a 2017, bem como o de Secretário do Departamento de Receita da Louisiana de 1996 a 1999. Além disso, atuou como conselheiro especial e, posteriormente, como membro do gabinete do governador Buddy Roemer de 1988 a 1992.
Nascido em Centreville, Mississippi, Kennedy graduou-se na Vanderbilt University e na University of Virginia School of Law antes de frequentar a Universidade de Oxford. Em 1988, o governador Buddy Roemer selecionou Kennedy para servir como consultor jurídico especial, posteriormente nomeando-o secretário do Gabinete. Ele deixou a equipe de Roemer em 1991 para concorrer sem sucesso ao cargo de procurador-geral do estado como democrata. Em 1999, foi eleito tesoureiro do estado, sendo reeleito para o cargo em 2003, 2007, 2011 e 2015.
Kennedy foi um candidato malsucedido ao Senado dos EUA em 2004 e 2008. Em 2007, mudou de partido, tornando-se republicano. Em 2016, quando o senador norte-americano David Vitter optou por não buscar a reeleição, Kennedy concorreu novamente ao Senado. Ele terminou em primeiro lugar nas primárias partidárias de novembro e derrotou o democrata Foster Campbell por 61% a 39% na segunda volta de dezembro. Tomando posse a 3 de janeiro de 2017.

Foi um dos seis senadores republicanos a opor-se à certificação dos eleitores do Arizona nas eleições presidenciais de 2020. Em 2022, foi reeleito para o Senado dos Estados Unidos, derrotando 12 oponentes com 62% dos votos na primeira volta. Kennedy venceu todos os distritos eleitorais, exceto o distrito de Orleans, na sua reeleição em 2022.